# Бакаляу

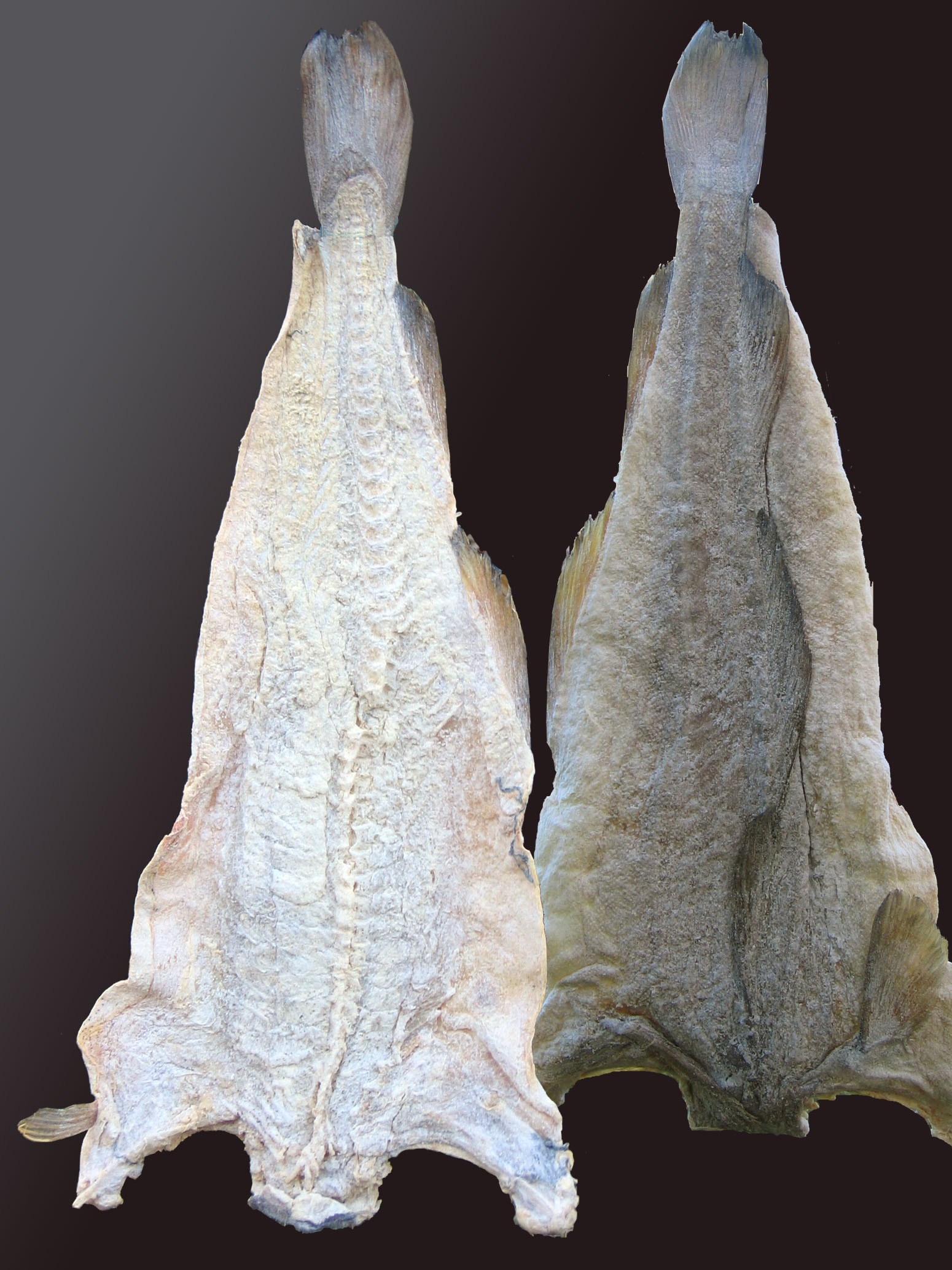
Засолена та засушена тріска, виготовлена в Норвегії

Бакаляу (порт. Bacalhau) — португальською тріска, а також у кулінарії — солено-в'ялена тріска. Свіжу (несолену) тріску називають балаляу фреско. В інших країнах носить назву кліпфіск.

## Кухня
Існує багато варіантів рецептів бакаляу, залежно від регіону та традицій. У Португалії, як кажуть, існує більше 365 способів приготування бакаляу, по одному на кожен день року; інші говорять, що є 1001 спосіб. Незалежно від точного числа, Бакаляу є найпоширенішим інгредієнтом португальської кухні.[джерело?]
Бакаляу часто подається з картоплею. Поруч подають зелені (Виньо Верде) або зрілі вина (вина Алентежу, вино Dão або вино Douro).
Деякі страви Бакаляу:
- Bacalhau com todos

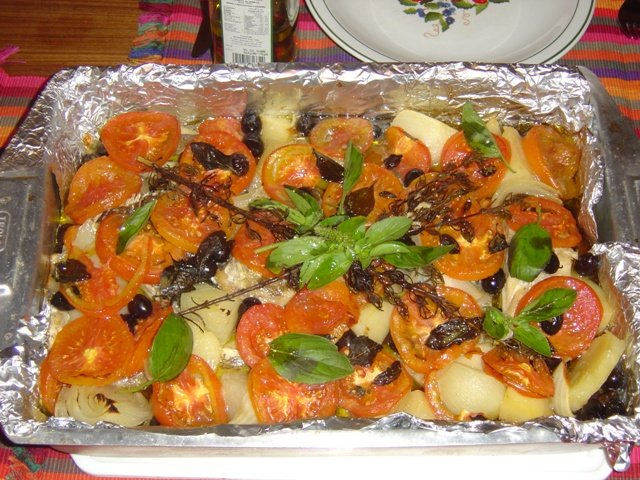
Традиційна страва Бакаляу

- Bacalhau à Gomes de Sá (деякі різновиди: Original, Porto)
- Bacalhau à Brás
- Bacalhau à Zé do Pipo
- Bacalhau com natas (Бакаляу з вершками)
- Bolinhos de Bacalhau
- Bacalhau no Forno com Cebolada
- Bacalhau Suado à Lisboa

## Історія
Солена тріска виробляється протягом останніх 500 років, з часів Європейських відкриттів Нового Світу. Перед охолодженням була необхідність збереження тріски; Сушіння та соління — це стародавні методи збереження поживних речовин, і цей процес робить його більш смачним. Більш важливим є те, що риба з низьким вмістом олії та жирів піддається сушінню та збереженню: олія та жири перешкоджають збереженню риби солоною водою. Тріска має дуже низький вміст олії, більшість якої знаходиться в кишці.